# 耶何耶大

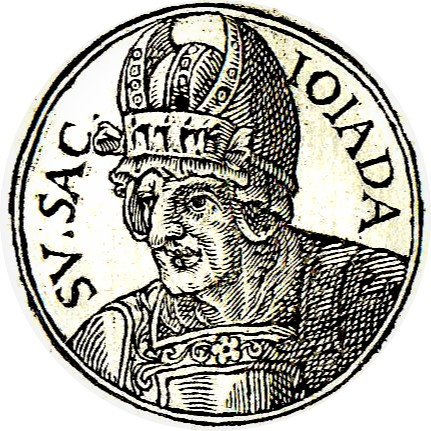
耶何耶大

耶何耶大（希伯來語：‎）天主教譯為約雅達，意為「耶和華知道」。是希伯来圣经中的一个人物，亚哈谢、亞她利雅和約阿施在位时期的大祭司。亚哈谢将妹妹约示巴公主嫁给他，他成为国王的妹夫（历代志下 22:11）。不久亚哈谢在米吉多死亡，王位被太后亞她利雅篡夺。  
他与年轻的公主结婚时大约90岁。当亞她利雅屠杀皇子时，约示巴和耶何耶大营救了婴儿約阿施。六年之久，他们将仅存的王位继承人隐藏在圣殿内。在一次政变中，他废黜并杀死了邪恶的太后亞她利雅。耶何耶大指导年轻的約阿施进行正义的统治，达35年之久，包括修复圣殿（列王纪下 12:4–15）。耶何耶大还“与众民和王立约，使他们作耶和华的民。”（历代志下 23:16）。
耶何耶大活了130岁，死后被荣耀地葬在大卫城（历代志下 24:16）。耶何耶大的儿子撒迦利亞后来被約阿施杀死。
| 前任者： 约沙法 | 以色列大祭司 | 繼任者： 佩迪亚 |